# Nationalfriedhof Chidorigafuchi

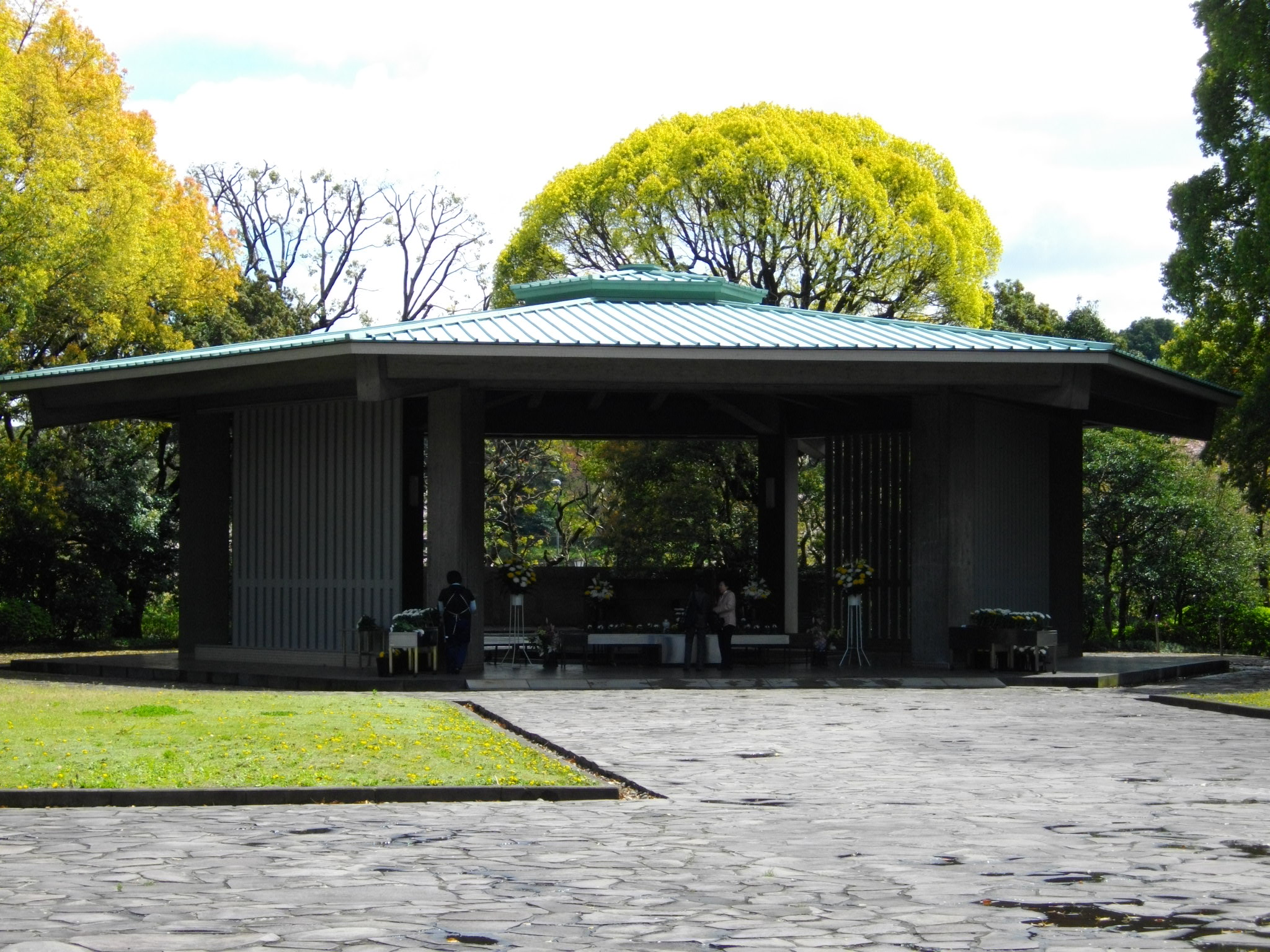
Die Sechseck-Halle

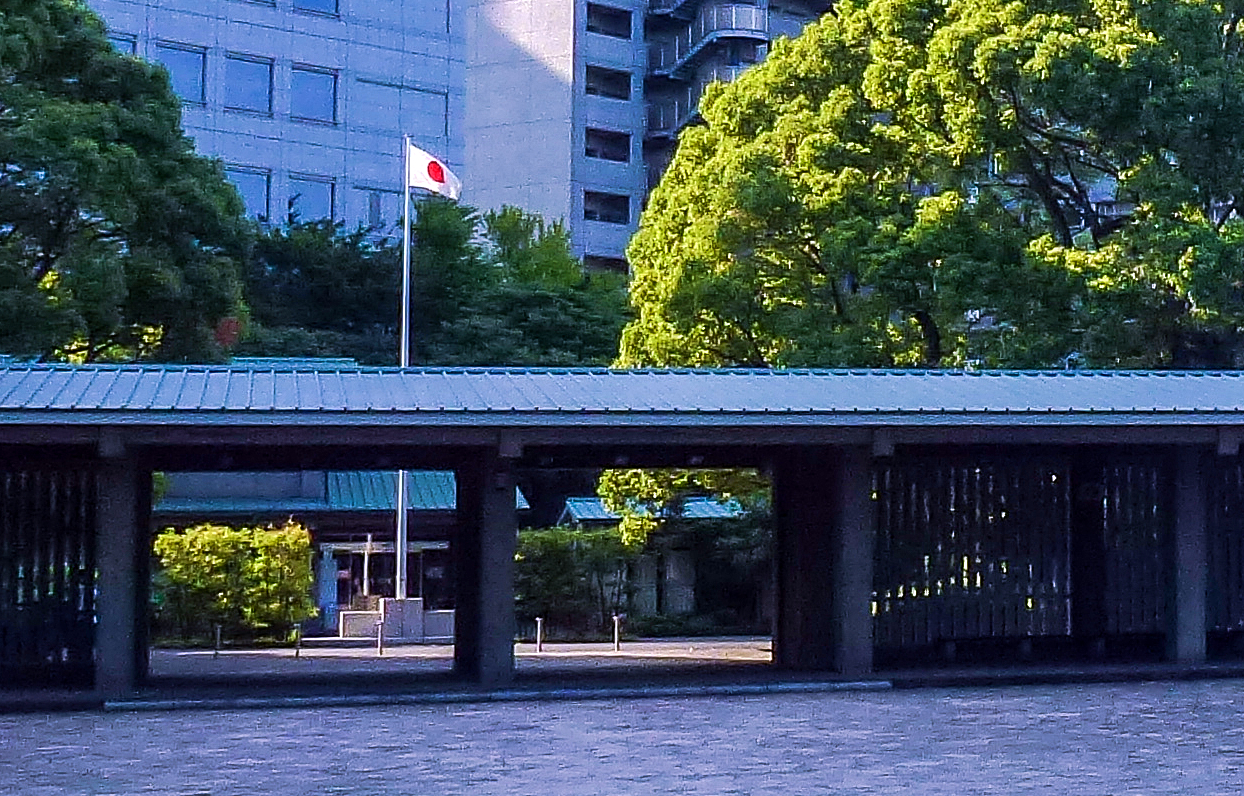
Eingangsbau mit Nationalflagge

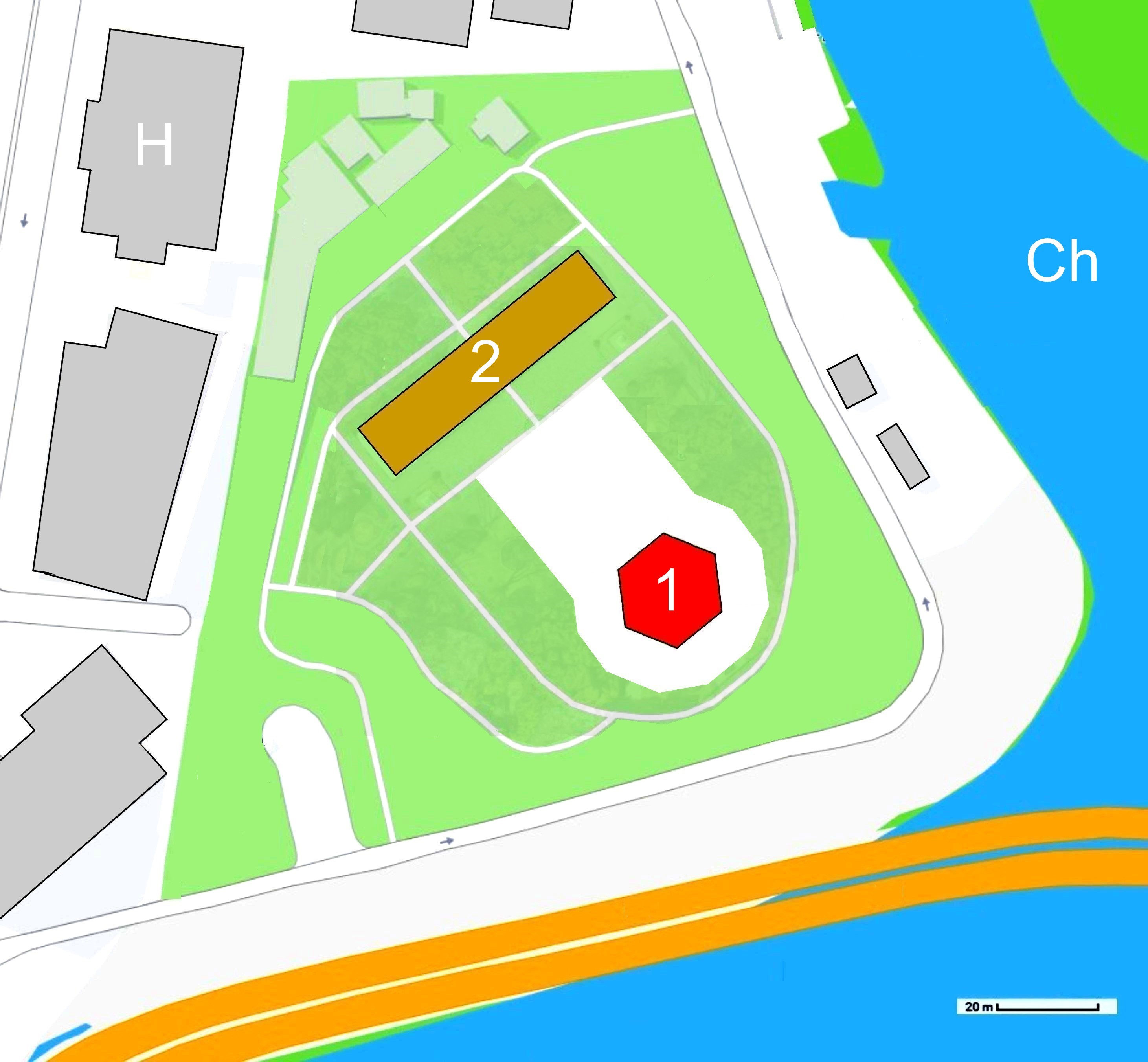
Plan der Anlage (s. Text)

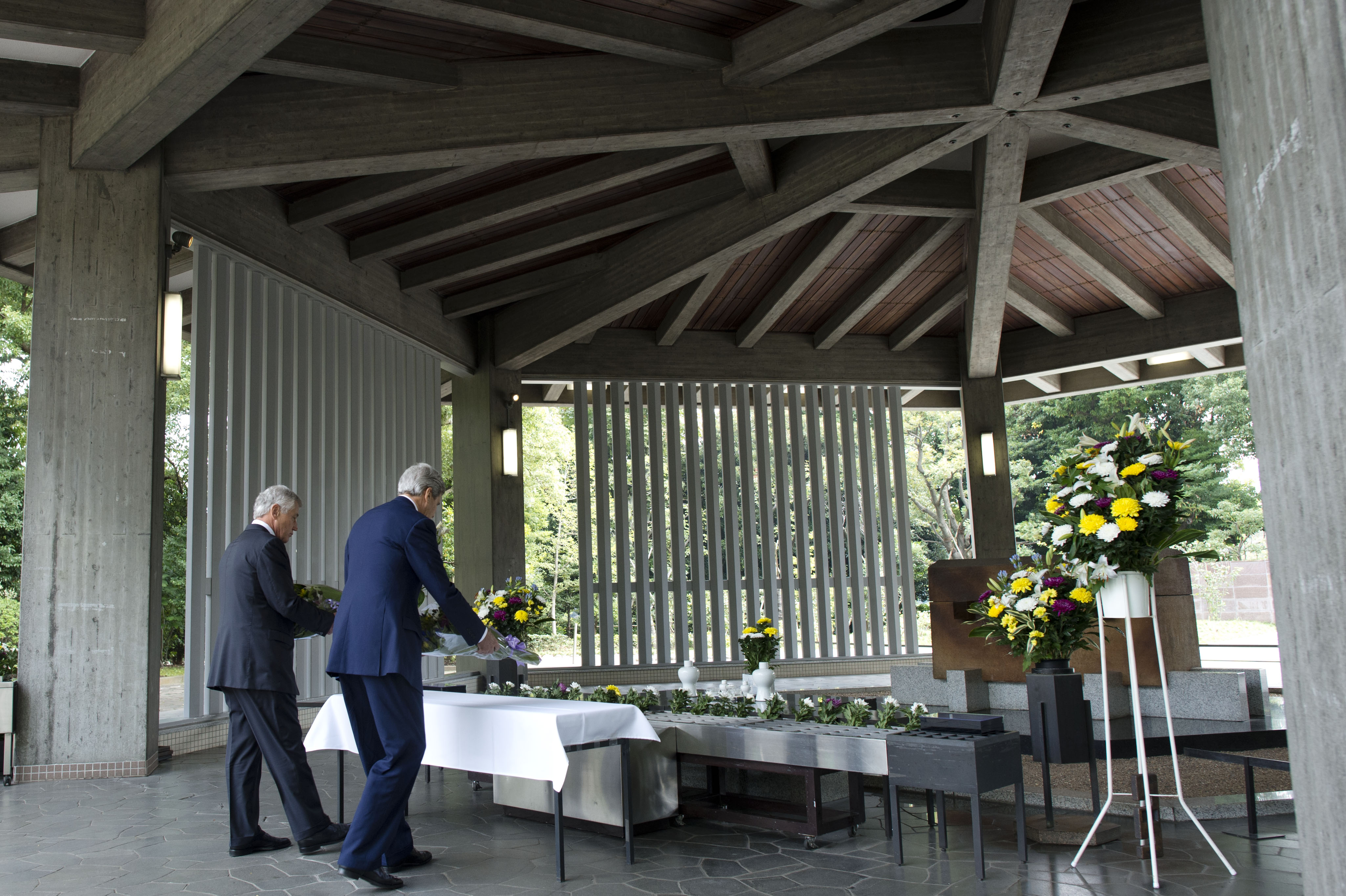
Blumenniederlegung von Amerikanern

Der Nationalfriedhof Chidorigafuchi (engl. Chidorigafuchi National Cemetery für japanisch 千鳥ヶ淵戦没者墓苑, Chidorigafuchi Senbotsusha Boen, etwa „Gefallenenfriedhof Chidorigafuchi“) in Tokio wurde für die während des Pazifikkriegs gefallenen, geborgenen aber nicht identifizierten japanischen Soldaten angelegt.

## Übersicht
Die Anlage wurde ab 1959 an einer Außenseite des Chidorigafuchi-Grabens (千鳥ヶ淵, Ch auf dem Plan) des Kaiserpalastes angelegt. Man kann die Anlage auf verschiedenen Wegen betreten, der Hauptzugang führt am Mast mit der japanischen Nationalflagge vorbei durch einen quer angelegten leichten Vorbau (2) hindurch. Von dort führt geradeaus ein Weg zu einer kleinen sechseckigen offenen Halle (1), die von Taniguchi Yoshirō entworfen wurde. Unter ihr – und an einem weiteren Platz auf dem Gelände – werden die Gebeine von inzwischen 350.000 Toten aufbewahrt. Jährlich wird eine vom Ministerium für Gesundheit, Arbeit und Soziales organisierte Gedenkfeier durchgeführt. Daneben gibt es weitere Gedenkveranstaltungen verschiedener Verbände.

## Lage, Betreiber
Der Friedhof befindet sich der Adresse nach im Stadtteil Sanbanchō (eines der Banchō) des Bezirks Chiyoda (Chiyoda-ku) der Präfektur Tokio (Tōkyō-to). Beaufsichtigt wird er als kokumin kōen (~„Volkspark/Nationalbürgerpark“; Sonderkategorie für ehemals kaiserliche Parks & Friedhöfe) vom Umweltministerium der japanischen Nationalregierung.

## Anmerkung
1. ↑  Im Jahr 2013 legten zum ersten Mal zwei Amerikaner bei der Gedenkfeier Blumen nieder.
2. ↑  In der Nähe der Anlage befindet sich das Büro der Deutschen Industrie- und Handelskammer in Japan, „H“ auf dem Plan.